# 2017年ハンガリーグランプリ
2017年ハンガリーグランプリ (2017 Hungarian Grand Prix) は、2017年のF1世界選手権第11戦として、2017年7月30日にハンガロリンクで開催された。
正式名称は「FORMULA 1 PIRELLI MAGYAR NAGYDÍJ 2017」。

## レース前
このレースでピレリが供給するドライタイヤのコンパウンドは、ミディアム、ソフト、スーパーソフトの3種類。
7月27日、ザウバーはホンダとの2018年からの供給契約が白紙撤回されたことを発表。翌28日にフェラーリの最新仕様パワーユニット供給契約を発表した。

## フリー走行
開催日時は現地時間 (UTC+2、以下同じ）。

### 1回目
2017年7月28日 10:00
気温22度、路面温度27度、晴天のドライコンディション。ハースはこのセッションに限り、ケビン・マグヌッセンに代わってアントニオ・ジョヴィナッツィが走行。路面コンディションが良くなく、かつスリッピーだったこともあり、22分にストフェル・バンドーン、24分にロマン・グロージャン、29分にセバスチャン・ベッテルがスピンを喫した。32分にはジョヴィナッツィがターン11でクラッシュし赤旗中断となった。39分にセッションは再開されたが路面コンディションは向上せず、バランスを崩すマシンが多く見られた。その中でもメルセデスはフェラーリやレッドブルに1秒近い差を付ける速さを見せたが、残り30分になってダニエル・リカルドが1:18.486のトップタイムを出した。セッション終盤、上位勢はレースペースを想定した走行を行なったためタイム更新はなかったが、メルセデスはレッドブルより0.4秒速いペースで走行した。残り1分でジョリオン・パーマーがターン4でコースオフした際にフロントウィングが接地して破損し、右フロントタイヤがパンク。デブリが多く飛び散ったため赤旗終了となった。

### 2回目
2017年7月28日 14:00
気温25度、路面温度33度、晴天のドライコンディション。マグヌッセンとパーマーはマシン修理に時間がかかりコースインが遅れた。各車ソフトで走行した序盤はルイス・ハミルトンが1:18.779でトップタイムを出し、リカルドが2位。30分頃から各車スーパーソフトでのアタックを始める。ここでトップタイムを出したのはリカルドで1:18.455、以下、ベッテル、バルテリ・ボッタス、キミ・ライコネン、ハミルトン、マックス・フェルスタッペンが0.5秒以内の差でひしめく。52分にパスカル・ウェーレインがターン11でクラッシュし赤旗中断となる。ウェーレインにはケガはなく15時3分にセッションは再開されるが、13分にパーマーが最終ターンでクラッシュして再び赤旗中断となった。18分に再開されたが、上位勢のタイムは変わらなかった。

### 3回目
2017年7月29日 11:00
路面温度45度、気温25度、晴天のドライコンディション。このセッションはフェラーリ勢が好調で、15分にライコネンが1:17.909のトップタイムを出すと、18分にはベッテルがスーパーソフトで1:17.790を出して更新する。一方、前日の両セッションでトップタイムを出したリカルドがセッション中盤にギアボックスのトラブルでストップした。セッション後半にはベッテルが1:17.017を出してさらにタイムを更新した。
フェリペ・マッサはフリー走行2回目から体調不良を訴えており、このセッションには出場したものの12周を走行するに留まった。ウィリアムズはリザーブドライバーのポール・ディ・レスタが予選以降のセッションで代走を務めることを決めた。
ニコ・ヒュルケンベルグは6戦以内のギアボックス交換のため、5グリッド降格が決まった。

## 予選
2017年7月29日 14:00
ベッテルがロシアGP以来7戦ぶり、シーズン2回目のポールポジションを獲得した。フェラーリはモナコGP以来5戦ぶり、シーズン2回目のフロントロー独占となった。

### 経過
気温26度、路面温度57度、晴天のドライコンディションで行われた。
Q1
全車スーパーソフトでタイムアタック。各車連続アタックでタイムを更新していき、最終的にトップタイムを記録したのはベッテルで、フェルスタッペンが続いた。2017年のマシンでは初走行のディ・レスタはチームメイトのランス・ストロールとともにQ1敗退となったが、最後のアタックでマーカス・エリクソンを上回り最下位を免れた。
Q2
ハミルトンが「タイヤに少しバイブレーションがある」と訴え不安を残す。1回目のアタックではベッテルが1:16.802でトップ、フェルスタッペンが2位。2回目のタイムアタックはフェラーリ勢、レッドブル勢、ヒュルケンベルグがピットで待機する中、メルセデス勢はタイヤのバイブレーション問題もあってコースインし、ハミルトンがベッテルを上回った。しかし、ハミルトンはアタック終了後にも「大きなバイブレーションが出ている」と訴えていた。マクラーレン勢が2台揃ってQ3に進出する一方、フォース・インディア勢がQ2敗退となっている。
Q3
開始直後にコースインしたハミルトンだったが、マシンバランスに不満を訴えターン4でコースオフしてしまいアタックを断念。一方、ベッテルはQ3でも好調で1:16.276でトップ、以下ボッタス、フェルスタッペン、リカルドが続く。2回目のアタックでもハミルトンはタイヤのバイブレーションを訴えタイムが伸び悩み4位に終わった。ベッテルはタイムを更新できなかったがポールポジションを決め、ライコネンが2位に浮上してフェラーリ勢のフロントロー独占となった。

### 結果
| Pos.                | No. | ドライバー                 | コンストラクター                | Q1       | Q2       | Q3       | Grid |
| ------------------- | --- | -------------------------- | ------------------------------- | -------- | -------- | -------- | ---- |
| 1                   | 5   | セバスチャン・ベッテル     | フェラーリ                      | 1:17.244 | 1:16.802 | 1:16.276 | 1    |
| 2                   | 7   | キミ・ライコネン           | フェラーリ                      | 1:17.364 | 1:17.207 | 1:16.444 | 2    |
| 3                   | 77  | バルテリ・ボッタス         | メルセデス                      | 1:18.058 | 1:17.362 | 1:16.530 | 3    |
| 4                   | 44  | ルイス・ハミルトン         | メルセデス                      | 1:17.492 | 1:16.693 | 1:16.707 | 4    |
| 5                   | 33  | マックス・フェルスタッペン | レッドブル-タグ・ホイヤー       | 1:17.266 | 1:17.028 | 1:16.797 | 5    |
| 6                   | 3   | ダニエル・リカルド         | レッドブル-タグ・ホイヤー       | 1:17.702 | 1:17.698 | 1:16.818 | 6    |
| 7                   | 27  | ニコ・ヒュルケンベルグ     | ルノー                          | 1:18.137 | 1:17.655 | 1:17.468 | 12 1 |
| 8                   | 14  | フェルナンド・アロンソ     | マクラーレン-ホンダ             | 1:18.395 | 1:17.919 | 1:17.549 | 7    |
| 9                   | 2   | ストフェル・バンドーン     | マクラーレン-ホンダ             | 1:18.479 | 1:18.000 | 1:17.894 | 8    |
| 10                  | 55  | カルロス・サインツ         | トロ・ロッソ                    | 1:18.948 | 1:18.311 | 1:18.912 | 9    |
| 11                  | 30  | ジョリオン・パーマー       | ルノー                          | 1:18.699 | 1:18.415 |          | 10   |
| 12                  | 31  | エステバン・オコン         | フォース・インディア-メルセデス | 1:18.843 | 1:18.495 |          | 11   |
| 13                  | 26  | ダニール・クビアト         | トロ・ロッソ                    | 1:18.702 | 1:18.538 |          | 16 2 |
| 14                  | 11  | セルジオ・ペレス           | フォース・インディア-メルセデス | 1:19.095 | 1:18.639 |          | 13   |
| 15                  | 8   | ロマン・グロージャン       | ハース-フェラーリ               | 1:19.085 | 1:18.771 |          | 14   |
| 16                  | 20  | ケビン・マグヌッセン       | ハース-フェラーリ               | 1:19.095 |          |          | 15   |
| 17                  | 18  | ランス・ストロール         | ウィリアムズ-メルセデス         | 1:19.102 |          |          | 17   |
| 18                  | 94  | パスカル・ウェーレイン     | ザウバー-フェラーリ             | 1:19.839 |          |          | 18   |
| 19                  | 40  | ポール・ディ・レスタ       | ウィリアムズ-メルセデス         | 1:19.868 |          |          | 19   |
| 20                  | 9   | マーカス・エリクソン       | ザウバー-フェラーリ             | 1:19.972 |          |          | 20   |
| 107% time: 1:22.651 |     |                            |                                 |          |          |          |      |
| ソース              |     |                            |                                 |          |          |          |      |

追記
- ^1 - ヒュルケンベルグは6戦以内のギアボックス交換のため5グリッド降格[9][13]
- ^2 - クビアトはQ1でストロールのタイムアタックを妨害したため、3グリッド降格とペナルティポイント1点（合計10点）が科された[14][15]

## 決勝
2017年7月30日 14:00
ベッテルがポール・トゥ・ウィンで今シーズン4勝目、フェラーリは今シーズン2回目のワン・ツー・フィニッシュを飾った。

### 展開
気温29度、路面温度54度、晴天のドライコンディションで行われた。
スタート直後のターン1でヒュルケンベルグにヒットされたグロージャンが押し出され順位を落とし、ターン2ではフェルスタッペンがリカルドのサイドポッドにヒットした。リカルドのラジエーターは破損して冷却水やオイルがコース上に漏れ出し、ターン3でストップした。これによりセーフティカーが導入され、フェルスタッペンに10秒ペナルティが科された。この時点でベッテル、ライコネン、ボッタスの順位は変わらないが、ハミルトンはフェルスタッペンに抜かれ5位に後退している。レースは6周目に再開され、首位のベッテルはファステストラップを連発して徐々に他車を引き離す。
20周目にグロージャンがスローパンクチャーのためピットインするが、左リアタイヤを締め終えていない状態でコースへ送り出してしまったため、ホイールが外れてリタイアとなった。
25周目、ここまで順調に首位を独走していたベッテルだったが、「ステアリングが左に曲がる」「徐々に悪化している」と無線で訴え、徐々にペースを落としていく。ベッテルの背後に接近していた2位のライコネンは「セブ（ベッテル）に引っかかっている」と訴える。
各車タイヤ交換のタイミングとなり、30周目にボッタスがピットインするが、フロントジャッキが引っかかり1秒のタイムロス。31周目にハミルトン、32周目にベッテル、33周目にライコネンが順調にタイヤ交換を終える。フェルスタッペンは42周目まで引っ張り、ここで10秒ペナルティを消化してタイヤ交換も行った。この時点でベッテル、ライコネン、ボッタス、ハミルトン、フェルスタッペンの順となり、ベッテルからハミルトンまでは各車1.5秒差となっている。
46周目にボッタスがハミルトンに先を行かせ、ベッテルのステアリングトラブルでペースが上がらないフェラーリ勢を揺さぶりにかかる。その際に両者に対して「フェラーリ勢を抜けなかったら順位を戻す」約束をしていた。しかし、ハミルトンはフェラーリ勢に迫ることができない。ベッテルの遅いペースに付き合わされていたのはライコネンも同じで、チームに順位の入れ替えを要求するが受け入れられなかった。65周目にはペースを落としたボッタスがフェルスタッペンに迫られるが何とか凌ぎ、最終周では前述の約束通り、ハミルトンがペースを落としボッタスに先行させてフィニッシュした。
ドライバーズポイント争いでハミルトンに1ポイント差にまで迫られていたベッテルが優勝し、4位に終わったハミルトンとの差を14ポイントに広げて前半戦を終えた。フェルナンド・アロンソはレース終盤の69周目にファステストラップを記録して6位に入賞、チームメイトのストフェル・バンドーンも10位に入賞し、マクラーレンは今シーズン初のダブル入賞でコンストラクターズランキング最下位を脱した。

### 結果
| Pos.   | No. | ドライバー                 | コンストラクター                | 周回数 | タイム/リタイア | Grid | Pts. |
| ------ | --- | -------------------------- | ------------------------------- | ------ | --------------- | ---- | ---- |
| 1      | 5   | セバスチャン・ベッテル     | フェラーリ                      | 70     | 1:39:46.713     | 1    | 25   |
| 2      | 7   | キミ・ライコネン           | フェラーリ                      | 70     | +0.908          | 2    | 18   |
| 3      | 77  | バルテリ・ボッタス         | メルセデス                      | 70     | +12.462         | 3    | 15   |
| 4      | 44  | ルイス・ハミルトン         | メルセデス                      | 70     | +12.885         | 4    | 12   |
| 5      | 33  | マックス・フェルスタッペン | レッドブル-タグ・ホイヤー       | 70     | +13.276 1       | 5    | 10   |
| 6      | 14  | フェルナンド・アロンソ     | マクラーレン-ホンダ             | 70     | +1:11.223       | 7    | 8    |
| 7      | 55  | カルロス・サインツ         | トロ・ロッソ                    | 69     | +1 Lap          | 9    | 6    |
| 8      | 11  | セルジオ・ペレス           | フォース・インディア-メルセデス | 69     | +1 Lap          | 13   | 4    |
| 9      | 31  | エステバン・オコン         | フォース・インディア-メルセデス | 69     | +1 Lap          | 11   | 2    |
| 10     | 2   | ストフェル・バンドーン     | マクラーレン-ホンダ             | 69     | +1 Lap          | 8    | 1    |
| 11     | 26  | ダニール・クビアト         | トロ・ロッソ                    | 69     | +1 Lap          | 16   |      |
| 12     | 30  | ジョリオン・パーマー       | ルノー                          | 69     | +1 Lap          | 10   |      |
| 13     | 20  | ケビン・マグヌッセン       | ハース-フェラーリ               | 69     | +1 Lap 2        | 15   |      |
| 14     | 18  | ランス・ストロール         | ウィリアムズ-メルセデス         | 69     | +1 Lap          | 17   |      |
| 15     | 94  | パスカル・ウェーレイン     | ザウバー-フェラーリ             | 68     | +2 Laps         | 18   |      |
| 16     | 9   | マーカス・エリクソン       | ザウバー-フェラーリ             | 68     | +2 Laps         | 20   |      |
| 17†    | 27  | ニコ・ヒュルケンベルグ     | ルノー                          | 67     | ブレーキ        | 12   |      |
| Ret    | 40  | ポール・ディ・レスタ       | ウィリアムズ-メルセデス         | 60     | オイル漏れ      | 19   |      |
| Ret    | 8   | ロマン・グロージャン       | ハース-フェラーリ               | 20     | ホイールナット  | 14   |      |
| Ret    | 3   | ダニエル・リカルド         | レッドブル-タグ・ホイヤー       | 0      | 接触ダメージ    | 6    |      |
| ソース |     |                            |                                 |        |                 |      |      |

ファステストラップ
- フェルナンド・アロンソ（マクラーレン） 1:20.182（69周目）

ラップリーダー
- セバスチャン・ベッテル (Lap 1-31, 43-70)
- キミ・ライコネン (Lap 32-33)
- マックス・フェルスタッペン (Lap 34-42)

追記
- † 印はリタイアだが、90%以上の距離を走行したため規定により完走扱い。
- ^1 - フェルスタッペンはスタート直後のターン2でリカルドと接触しリタイアさせたため、10秒のタイムペナルティ（その後のピットストップで消化）とペナルティポイント2点（合計4点）が科された[20]
- ^2 - マグヌッセンは62周目のターン2でヒュルケンベルグをオーバーテイクする際にコース外へ追いやったため、5秒のタイムペナルティ（ピットストップで消化しなかったため、レースタイムに5秒加算）とペナルティポイント2点（合計7点）が科された[21]。このペナルティにより11位から13位に降格

## 第11戦終了時点のランキング
|  | 順位 | ドライバー             | ポイント |
|  | ---- | ---------------------- | -------- |
|  | 1    | セバスチャン・ベッテル | 202      |
|  | 2    | ルイス・ハミルトン     | 188      |
|  | 3    | バルテリ・ボッタス     | 169      |
|  | 4    | ダニエル・リカルド     | 117      |
|  | 5    | キミ・ライコネン       | 116      |

|  | 順位 | コンストラクター                | ポイント |
|  | ---- | ------------------------------- | -------- |
|  | 1    | メルセデス                      | 357      |
|  | 2    | フェラーリ                      | 318      |
|  | 3    | レッドブル-タグ・ホイヤー       | 184      |
|  | 4    | フォース・インディア-メルセデス | 101      |
|  | 5    | ウィリアムズ-メルセデス         | 41       |

- 注：ドライバー、コンストラクター共にトップ5のみ表示。